# Богородичин
Богородичин (укр. Богородичин) — село в Коршевской сельской общине Коломыйского района Ивано-Франковской области Украины.
Население по переписи 2001 года составляло 450 человек. Занимает площадь 18.02 км². Почтовый индекс — 78238. Телефонный код — 03433.